# 木村筆之助
木村 筆之助（きむら ふでのすけ、1924年1月17日 - 1984年4月26日）は大相撲の元幕内格行司。伊勢ノ海部屋所属。師匠は初代木村今朝三。長野県伊那市出身。本名は田畑 啓。生家は伊那市の映画館「伊那旭座」。

## 人物
1936年1月、12歳で相撲界へ入門。
1966年11月場所より幕内格の筆頭行司であったが、1975年以降は糖尿病の悪化がもとで裁きに精彩を欠き、力士と接触・転倒することが相次いだため、協会は筆之助を三役格行司に昇進させなかった。その為、後輩の8代式守錦太夫、10代式守与太夫、14代木村庄太郎に次々と追い抜かれることとなった。
1980年9月場所5日目から糖尿病を理由に休場。その後亡くなるまで番付に名を残したものの土俵に上がることはなかった。
1984年4月26日に逝去。
部屋の横綱・柏戸の秘書的な役割も担い、地方巡業の時などは行動を共にしていた。
なお、立行司34代木村庄之助は彼の最後の弟子である。

## エピソード
- 1958年7月場所木村今朝三と式守勘太夫の勇退により幕内格に昇格したが、昇格場所より行司の数の欠員の影響により、幕内の土俵に上がっている。
- 幕内格ながら上位の行司が急に廃業したり、病気休場したこともあり、一時期三役の取組を裁いたことがある。(1972年～1973年頃）
- 特筆する一番として、1974年9月場所11日目、幕内での現時点最後の引分である前頭10枚目三重ノ海－同6枚目二子岳戦を裁いている。

## 履歴
- 1936年1月：初土俵、木村筆助
- 1951年9月：十両格昇格（この頃筆之助と改名?）
- 1958年7月：幕内格昇格
- 1967年7月：2代木村今朝三襲名
- 1970年9月：筆之助に戻す
- 1980年9月：病気療養のため、以降休場
- 1984年1月：別格扱いとなる
- 1984年3月：最終場所
- 1984年4月26日：現役没